# CALCiO2020
CALCiO2020（かるちょにーまるにーまる）はサッカーキング YouTube チャンネルで公開されているセリエAを中心としたイタリアサッカー専門のYouTube番組である。

## 概要
サッカーキングYouTubeチャンネルでは、これまでもセリエA解説シリーズの動画は投稿されてきたが2020年3月29日より、CALCiO2020としてスタートすることとなった。
かつてフロムワンから出版されていたCALCiO2002のリニューアル版という提であり、2021年以後も雑誌へのリスペクトを込め番組名は変更せず継続している。
企画内容は、セリエAの旬なチームや選手の紹介、解説であり、国際大会や大陸大会が近づくとイタリア代表の特集をしたり、出演者が選ぶベストイレブンなどバラエティチックな企画も行なっている。また、月刊御意見番（サンデーモーニング内コーナーのパロディ）などの個性的な企画に加え、セリエAとは無関係のお便りのみを扱った動画など、他リーグの番組とは一線を画している。2024年3月9日、Amazon Music Studio Tokyoで初の公開収録イベントを行った。

## 出演
- 伊東聡志（カルチョ伝道師、司会進行）
- 細江克弥（サッカーライター）

ゲスト出演
- 北川義隆
- 弓削高志（イタリア在住スポーツライター）
- 林陵平
- 森本貴幸
- 八塚浩 (ゲストながら司会進行を担当)
- 倉敷保雄